# Alois Fuetsch
Alois Fuetsch (* 26. September 1860 in Virgen; † 4. Oktober 1935 in Lienz, Osttirol) war ein österreichischer Orgelbauer.

## Leben
Alois Fuetsch erhielt zunächst eine Ausbildung als Kunsttischler. Er absolvierte danach eine Orgelbaulehre bei Franz Reinisch in Steinach am Brenner.
Ab dem Jahre 1884 war Fuetsch von Virgen/Osttirol aus mit Reparaturarbeiten tätig. 1889 erhielt er das Befähigungszeugnis, damit er einen eigenen Orgelbaubetrieb führen durfte. In den Jahren 1890 bis 1894 war Fuetsch in Tristach bei Lienz, dann in Lienz selbst ansässig. Seine Werkliste umfasst 77 Neu- und Umbauten. Vor allem war er in Ost-, Nord- und Südtirol sowie in Kärnten tätig.
Zunächst fertigte Fuetsch mechanische Orgeln mit Schleifladen. Er ging bald auf die mechanische und pneumatische Kegellade über. Um das Jahr 1990 experimentierte er mit verschiedenen Windladentypen wie z. B. Hebelventillade und Hängeventillade.
Unzufrieden mit der Verzögerung von pneumatischen Orgeln entwickelte er 1907 ein „Reformsystem“, bei der ein mechanischer Spieltisch gebaut ist und die Pneumatik erst im Orgelinneren bei der Windlade beginnt. Gelegentlich verwendete Fuetsch auch Bambus- oder Messingrohre für die Körper von Flötenpfeifen.

## Werkliste
| Jahr      | Ort                          | Gebäude                             | Bild | Manuale | Register | Bemerkungen                                                                |
| --------- | ---------------------------- | ----------------------------------- | ---- | ------- | -------- | -------------------------------------------------------------------------- |
| 1891      | Dellach (Gailtal)            | Pfarrkirche St. Daniel im Gailtal   |      | I/P     | 9        | [ 2 ]                                                                      |
| 1891–1892 | Tristach                     | Pfarrkirche Tristach                |      | I/P     | 10       |                                                                            |
| 1893      | Schattwald                   | Pfarrkirche Schattwald              |      | I/P     | 8        |                                                                            |
| 1893      | Ried                         | Pfarrkirche St. Stephan             |      | I/P     | 7        |                                                                            |
| 1894      | Lavant (Tirol)               | Pfarrkirche St. Ulrich (Lavant)     |      | I/P     | 12       |                                                                            |
| 1895      | Atzwang                      | Pfarrkirche St. Josef               |      | I/P     | 6        |                                                                            |
| 1896      | Ried bei Sterzing            | Pfarrkirche St. Stephan             |      | I/P     | 7        |                                                                            |
| 1896      | St. Jakob in Defereggen      | Pfarrkirche St. Jakob in Defereggen |      | II/P    | 18       |                                                                            |
| 1897      | Großkirchheim                | Pfarrkirche Sagritz                 |      | II/P    | 17       | [ 3 ]                                                                      |
| 1897      | Oberlienz                    | Pfarrkirche Oberlienz               |      | II/P    | 15       | Gehäuse aus 1838 von Alois Hörbiger mit Orgelwerk von A. Fuetsch aus 1897  |
| 1898      | St. Johann im Walde          | Pfarrkirche St. Johann im Walde     |      | I/P     | 8        |                                                                            |
| 1899      | Maria Luggau                 | Maria Luggau                        |      | II/P    | 15       | Klangwerk von Paolo Ciresa 1987 erneuert.                                  |
| 1900      | Niederdorf (Südtirol)        | Spitalkirche Hl. Dreifaltigkeit     |      | I/P     | 7        |                                                                            |
| 1901      | Brixen                       | Klarissenkloster Brixen             |      | II/P    | 16       |                                                                            |
| 1902      | Niederrasen                  | Pfarrkirche St. Johannes            |      | II/P    | 12       |                                                                            |
| 1902      | Heinfels                     | Expositurkirche Heinfels            |      | I/P     | 6        | nicht erhalten                                                             |
| 1903      | St. Martin in Thurn          | Pfarrkirche St. Martin              |      | I/P     | 9        |                                                                            |
| 1903      | Gsies                        | Pfarrkirche St. Martin              |      | I/P     | 11       |                                                                            |
| 1904      | Innervillgraten              | Pfarrkirche Innervillgraten         |      | II/P    | 15       | 1915 erweitert auf 18 Register                                             |
| 1905      | Kals am Großglockner         | Pfarrkirche St. Rupert              |      | II/P    | 14       |                                                                            |
| 1906      | Ainet                        | Pfarrkirche Ainet                   |      | I/P     | 8        |                                                                            |
| 1906      | Gsies                        | Pichl in Gsies                      |      | II/P    | 10       |                                                                            |
| 1906      | Schlaiten                    | Pfarrkirche Schlaiten               |      | I/P     | 9        |                                                                            |
| 1907      | St. Peter (Villnöß)          | St. Peter und Paul                  |      | II/P    | 26       |                                                                            |
| 1907      | Abfaltersbach                | Pfarrkirche Abfaltern               |      | I/P     | 9        |                                                                            |
| 1908      | Heiligenblut am Großglockner | Pfarrkirche Heiligenblut            |      | II/P    | 18       |                                                                            |
| 1908      | Nals                         | Pfarrkirche St. Ulrich              |      | II/P    | 18       |                                                                            |
| 1908      | St. Veit in Defereggen       | Pfarrkirche St. Veit in Defereggen  |      | II/P    | 14       | nicht erhalten                                                             |
| 1909      | Heiligenblut am Großglockner | Pfarrkirche Heiligenblut            |      | II/P    | 18       |                                                                            |
| 1909      | Lüsen                        | Pfarrkirche St. Georg               |      | II/P    | 14       |                                                                            |
| 1910      | Millstatt                    | Stift Millstatt                     |      | II/P    | 16       | nicht erhalten                                                             |
| 1910      | Vierschach (Innichen)        | St. Magdalena                       |      | I/P     | 7        |                                                                            |
| 1911      | Leisach                      | Pfarrkirche Leisach                 |      | I/P     | 8        |                                                                            |
| 1911      | Welsberg                     | Pfarrkirche St. Margareth           |      | II/P    | 23       |                                                                            |
| 1912      | Mühlbach (Südtirol)          | Pfarrkirche St. Andreas             |      | II/P    | 10       |                                                                            |
| 1914      | Innsbruck                    | Pfarrkirche Pradl                   |      | III/P   | 55       | [ 4 ]                                                                      |
| 1921      | Tarsch (Latsch)              | St.-Karpophorus-Kirche              |      | II/P    | 11       |                                                                            |
| 1921      | Welsberg (Welsberg-Taisten)  | St. Margareth                       |      | II/P    | 23       |                                                                            |
| 1924      | St. Justina (Bozen)          | St. Justina in Prazöll              |      | I/P     | 8        |                                                                            |
| 1925      | Mareit                       | St. Pankratius                      |      | II/P    | 16       |                                                                            |
| 1928      | Obermauern                   | Wallfahrtskirche Obermauern         |      | I/P     | 8        | Gehäuse Johann B. Egedacher, 1713.                                         |
| 1930      | Ampass                       | Pfarrkirche Ampass                  |      | II/P    | 15       | Gehäuse aus 1840 von Josef Fuchs II., Orgelwerk von 1930 von Alois Fuetsch |
| 1931      | Stams                        | Stift Stams                         |      | II/P    | 34       | nicht erhalten, seit 2015 Orgel von Rieger Orgelbau                        |
| 1932      | Lienz                        | Franziskanerkloster Lienz           |      | II/P    | 32       | nicht erhalten, seit 2009 Orgel von Orgelbau Pirchner                      |
| 1933      | Aufhofen (Bruneck)           | St. Katharina                       |      | I/P     | 7        |                                                                            |